# Find U Again
«Find U Again» — пісня англійського продюсера Марка Ронсона за участі кубинсько-американської співачки Каміли Кабельо. Синті-поп трек вийшов 30 травня 2019 року як четвертий сингл з майбутнього п'ятого студійного альбому Ронсона Late Night Feelings.

## Чарти
| Чарт (2019)                                    | Найвища позиція |
| ---------------------------------------------- | --------------- |
| Австралія (ARIA)                               | 53              |
| Бельгія (Ultratip Flanders)                    | 33              |
| Канада (Canadian Hot 100)                      | 67              |
| Чехія (Singles Digitál Top 100)                | 75              |
| Греція (IFPI)                                  | 27              |
| Угорщина (Stream Top 40)                       | 25              |
| Ірландія (IRMA)                                | 24              |
| Латвія (Latvijas Top 40)                       | 33              |
| New Zealand Hot Singles (RMNZ)                 | 4               |
| Шотландія (Official Charts Company)            | 57              |
| Словаччина (Singles Digitál Top 100)           | 42              |
| Sweden Heatseeker (Sverigetopplistan)          | 6               |
| Швейцарія (Media Control AG)                   | 83              |
| Велика Британія (Official Charts Company)      | 41              |
| США Bubbling Under Hot 100 Singles (Billboard) | 2               |
| США (Mainstream Top 40) (Billboard)            | 31              |